# Zar y carpintero
Zar y carpintero (título original en alemán, Zar und Zimmermann) es una ópera cómica en tres actos con música y libreto en alemán de Albert Lortzing, basado en la obra de Georg Christian Römer Der Bürgermeister on Saarlem, oder Die zwei Peter, a su vez basada en una obra francesa titulada Le Bourgesmestre de Sardam, ou Les deux Pierres por Mélésville, Jean Toussaint Merle y Eugène Centiran de Boirie. En 1956 fue adaptada a una película de Alemania del Este El zar y el carpintero.

## Historia
La ópera se estrenó en el Stadttheater de Leipzig, el 22 de diciembre de 1837. En el estreno, el mismo compositor interpretó el papel de Ivanov, mientras que su madre interpretó el de la viuda Browe. El verdadero éxito de la obra no llegó hasta su estreno en Berlín, el 4 de enero de 1839. Desde entonces Zar y carpintero es una de las óperas fundamentales del repertorio alemán.
En España se estrenó en el Liceo de Barcelona el 9 de enero de 1966.
Es la obra más exitosa y perdurable de Lortzing, y aún se representa regularmente en los países de habla alemana. En las estadísticas de Operabase aparece la n.º 113 de las óperas representadas en 2005-2010, siendo la 23.ª en Alemania y la primera de Lortzing, con 30 representaciones en el período.
El fragmento más conocido de Zar y carpintero es el aria del zar «Sonst spielt'ich mit Zepter, mit Krone und Stern» («Yo jugaba con cetro, corona y estelas» acto III, núm. 14). Esta pieza fue en origen una canción masónica («Zum goldenen Rade») que Lortzing había compuesto a raíz de su ingreso en la logia de Osnabrück.

## Personajes
| Personajes                                | Tesitura     | Reparto del estreno, 22 de diciembre de 1837 (Director: - ) |
| ----------------------------------------- | ------------ | ----------------------------------------------------------- |
| Pedro el Grande, Zar de Rusia             | barítono     | Karl Becker                                                 |
| Pedro Ivanov, joven carpintero ruso       | tenor        | Albert Lortzing                                             |
| Van Bett, burgomaestre de Saarlem         | bajo         | Gotthelf Leberecht Berthold                                 |
| Marie, hija de van Bett                   | soprano      | Caroline Günther-Bachmann                                   |
| Marqués de Chateauneuf, embajador francés | tenor        | Joseph Wilhelm Swoboda                                      |
| Widow Browe, maestro carpintero           | mezzosoprano | Caroline Günther-Bachmann                                   |
| General Lefort, embajador ruso            | bajo         | Pogner                                                      |
| Lord Syndham, embajador británico         | bajo         | Heinrich Richter                                            |

## Argumento
Lugar: Saardam, Holanda
Época: 1698
Resumen: Dos carpinteros rusos residen en Saardam, donde trabajan en el taller de construcción naval de la viuda Browe. Se trata de Pedro el Grande de Rusia, disfrazado como Pedro Michaelov, que quiere aprender el comercio náutico; y su amigo, el desertor Pedro Ivanov. En la ciudad comienzan a circular rumores de que el zar se encuentra en Saardam de incógnito y los embajadores de las potencias extranjeras acuden allí para conseguir tratados favorables. Pedro Ivanov está enamorado de la hija del burgomaestre Van Bett llamada Marie. El burgomaestre y el embajador británico confunden a Pedro Ivanov con el verdadero zar, y no les convencen las negativas de aquel. El británico llega a entregar a Pedro Ivanov un pasaporte, pero este lo entrega al verdadero zar Pedro. El embajador francés Marqués de Chateauneuf reconoce al verdadero zar y llega a un acuerdo con Pedro y el embajador Lefort. Van Bett se prepara para enviar a Pedro Ivanov a casa. El zar recibe la noticia de una revuelta en su imperio y se ve obligado a acudir. Perdona a su amigo Pedro Ivanov por haber desertado y lo une con su amada, Marie. Después, el auténtico zar parte calladamente hacia Rusia.

### Acto I
Taller de construcción naval en Saardam.
Ivanov se muestra celoso de Chateaueuf, que trata de conquistar a Marie, pero ella le riñe. Aparece el burgomaestre, que se considera a sí mismo muy astuto, pero que en realidad es bastante estúpido y no puede entender las órdenes acerca de un tal Pedro. Ordena que suene la campana para convocar a todos los carpinteros, pero no puede concluir nada, aunque sospecha de Ivanov. Chateauneuf descubre al verdadero zar, el cual le exige discreción y le convoca a una cita.

### Acto II
El jardín de una posada.
Mientras los huéspedes se retiran vemos sentados en mesas separadas por un lado al burgomaestre, Lord Syndham e Ivanov, y por otro Chateauneuf, el embajador ruso Lefort y el zar. Los embajadores se han disfrazado para evitar ser reconocidos. Marie vuelve con los huéspedes y canta una canción de compromiso. A pesar de ello, la alegría general se ve interrumpida por un oficial que lleva una orden secreta para el burgomaestre para el alistamiento secreto de soldados en la ciudad. Van Bett, que se encuentra borracho, quiere arrestar a todo el mundo, incluyéndose a sí mismo, con el objetivo de detectar al verdadero pedro. Todos se ven obligados a decir su nombre, pero el verdadero zar se niega. Aprovechando una confusión, el zar se marcha sin ser reconocido.

### Acto III
Sala del Ayuntamiento.
Van Bett se encuentra practicando una cantata que quiere dedicar a Ivanov, a quien aún considera el verdadero zar, pero es incapaz de sacar provecho de los mediocreas cantantes. Llega el verdadero zar y todos huyen porque el burgomaestre Van Bett cree que es un criminal. Marie está desesperada porque si el Pedro a quien ella ama, Ivanov, es el verdadero zar, no podrá casarse con él. No obstante el verdadero zar la tranquiliza. Cuando llega Ivanov, el zar se muestra preocupado porque el cierre del puerto le impide irse. Ivanov le entrega el pasaporte que le ha proporcionado el embajador británico. Pedro se apresura a irse y Van Bett llega para cantar la cantata a Ivanov. Al fondo se ve el barco que lleva al verdadero zar. Ivanov es nombrado superintendente imperial y recibe permiso para casarse con Marie.

## Números destacados
- Aria de entrada del burgomaestre: O sancta Justitia con el estribillo O, ich bin klug und weise, und mich betrügt man nicht ("Oh, soy inteligente y sabio, y nadie me engaña").
- Romanza del marqués de Chateauneuf: Lebe wohl, mein flandrisch Mädchen, wider Willen muss ich fort ("Adiós, mi niña flamenca, de mala gana debo dejarte").
- Ensayo de la cantata con solo de van Betts Heil sei dem Tag, an welchem du bei uns erschienen ("Saludemos el día en el que él apareció aquí").
- Canción de los zares: Einst spielt ich mit Zepter, mit Krone und Stern ("Una vez jugué con un cetro, una corona y la estrella").
- Holzschuhtanz (la "Danza de los zuecos", música de ballet).

## Grabaciones
| Año  | Elenco (Marie, Pedro I, Syndham, Van Bett)                                                       | Director, Teatro y orquesta                                                                 | Sello discográfico                                                  |
| ---- | ------------------------------------------------------------------------------------------------ | ------------------------------------------------------------------------------------------- | ------------------------------------------------------------------- |
| 1929 | Tilly da Garmo, Willy Domgraf-Fassbaender, Deszö Ernster, Eduard Kandl                           | Hermann Weigert, Orquesta y coro de la Ópera Estatal de Berlín                              | Pearl GEM 0155                                                      |
| 1936 | Margot Gripekoven, Georg Hann, Hubert Buchta (Pedro Ivanov), Wilhelm Strienz                     | Bruno Müller, Orquesta y coro de la Reichssenders Stuttgart                                 | Myto 943.103, Radio Years RY 87.88, Cantus Classics 500275          |
| 1951 | Maria Madlen-Madsen (Marie), Frank Fehringer (Pedro Ivanov)                                      | Carl Alexander Häfner, Orquesta y coro de la Hessischen Rundfunks                           | Walhall WLCD 0130                                                   |
| 1952 | Elinor Junker-Giesen, Horst Günter, Alfred Pfeifle (Pedro Ivanov), Gustav Neidlinger             | Ferdinand Leitner, Orquesta y coro de los Württembergischen Staatstheaters                  | DG447 829 2                                                         |
| 1956 | Irmgard Jacobeit, Hermann Prey, Max Pröbstl, Kurt Böhme                                          | Jan Koetsier, Orquesta Sinfónica y coro de la Radiodifusión de Baviera                      | Relief/Note 1 CR 1912                                               |
| 1959 | Helga Hildebrand, Marcel Cordes, Manfred Schmidt (Pedro Ivanov), Gottlob Frick                   | Berislav Klobucar, Orquesta Sinfónica de Berlín                                             | EMI 2 52221 2                                                       |
| 1962 | Renata Holm, Eberhard Wächter, Kurt Equiluz (Pedro Ivanov), Ludwig Welter                        | Franz Bauer-Theussl, Coro y orquesta de la Volksoper de Viena                               | Eurodisc/Sony/BMG 88697 30646 2 (CD) (Querschnitt)                  |
| 1965 | Erika Köth, Hermann Prey, Siegfried Vogel, Gottlob Frick                                         | Robert Heger, Staatskapelle de Dresde, Coro de la Radio de Leipzig                          | EMI 7 69091 2 (CD), EMI 29302/4 (2 LP), EMI 5 65754 2 (CD) (132'39) |
| 1966 | Ingeborg Hallstein, Dietrich Fischer-Dieskau, Friedrich Lenz (Pedro Ivanov), Karl-Christian Kohn | Hans Gierster, Sinfónica de Bamberg                                                         | DG 445 047 2 (CD)                                                   |
| 1976 | Lucia Popp, Hermann Prey, Helmut Berger-Tuna, Karl Ridderbusch                                   | Heinz Wallberg, Orquesta de la Radiodifusión de Múnich, Coro de la Radiodifusión de Baviera | Acanta 42 424 (2 CD), Acanta 40.22 424 (3 LP) (111'00)              |
| 1987 | Barbara Bonney, Wolfgang Brendel, Kurt Rydl, Kurt Moll                                           | Heinz Fricke, Orquesta de la Radiodifusión de Múnich, Coro de la Radiodifusión de Baviera   | EMI 7 49369-2 (2 CD 140'29)                                         |